# Rondel (fæstning)
En rondel eller et rondeltårn er et forsvarsværk til artilleri, der har et rundt eller cirkulært grundplan, og som har omtrent samme højde, som de tilstødende forsvarsvmure. Hvis rondellen er markant højre end murene kaldes det normalt for et kanontårn.
Murene i et rondeltårn var normalt betydeligt tykkere en et normalt fæstningstårn, hvilket muliggjorde placeringen af tungere kanoner, og som også bedre kunne modstå kanonild i takt med at krudtvåben blev mere udbredt.. Rondeltårn blev både bygget af jord og murværk; i sidstnævnte tilfælde blev der ofte indrettet hvælvede rum (kasematter) på indersiden.

## Historie
Rondeltårne opstod i 1400-tallet, da kanoner gradvist udviklede sig til effektive belejringsvåben og blev mere udbredte. Rondeller er de ældste permanente artilleriforsvarsværker. Deres storhedstid var i det 1400- og begyndelsen af 1500-tallet. Tidlige eksempler på artillerirondeller findes i Tábor befæstning fra før 1433. Andre tidlige centraleuropæiske eksempler, der har overlevet, inkluderer rondeller ved Schloss Sigmundskron nær Bozen (fra 1473), ved vandborgen Wasserburg Friedewald i Hessen (fra 1476), den nærliggende Herzberg (fra 1477), Château du Haut Koenigsbourg fra 1479, Burg Breuberg (omkring 1480), Burg zu Burghausen (omkring 1488), Heidelberger Schloss (omkring 1490/1500) og den sydvestlige rondel ved Marburger Schloss (1522–23).